# Nưa bất thường
Nưa bất thường hay còn gọi nưa Lacour, nưa Xiêm (danh pháp khoa học: Amorphophallus lacourii) là một loài thực vật có hoa trong họ Ráy (Araceae). Loài này được (Linden & André) N.E.Br. miêu tả khoa học đầu tiên năm 1882.

## Hình ảnh

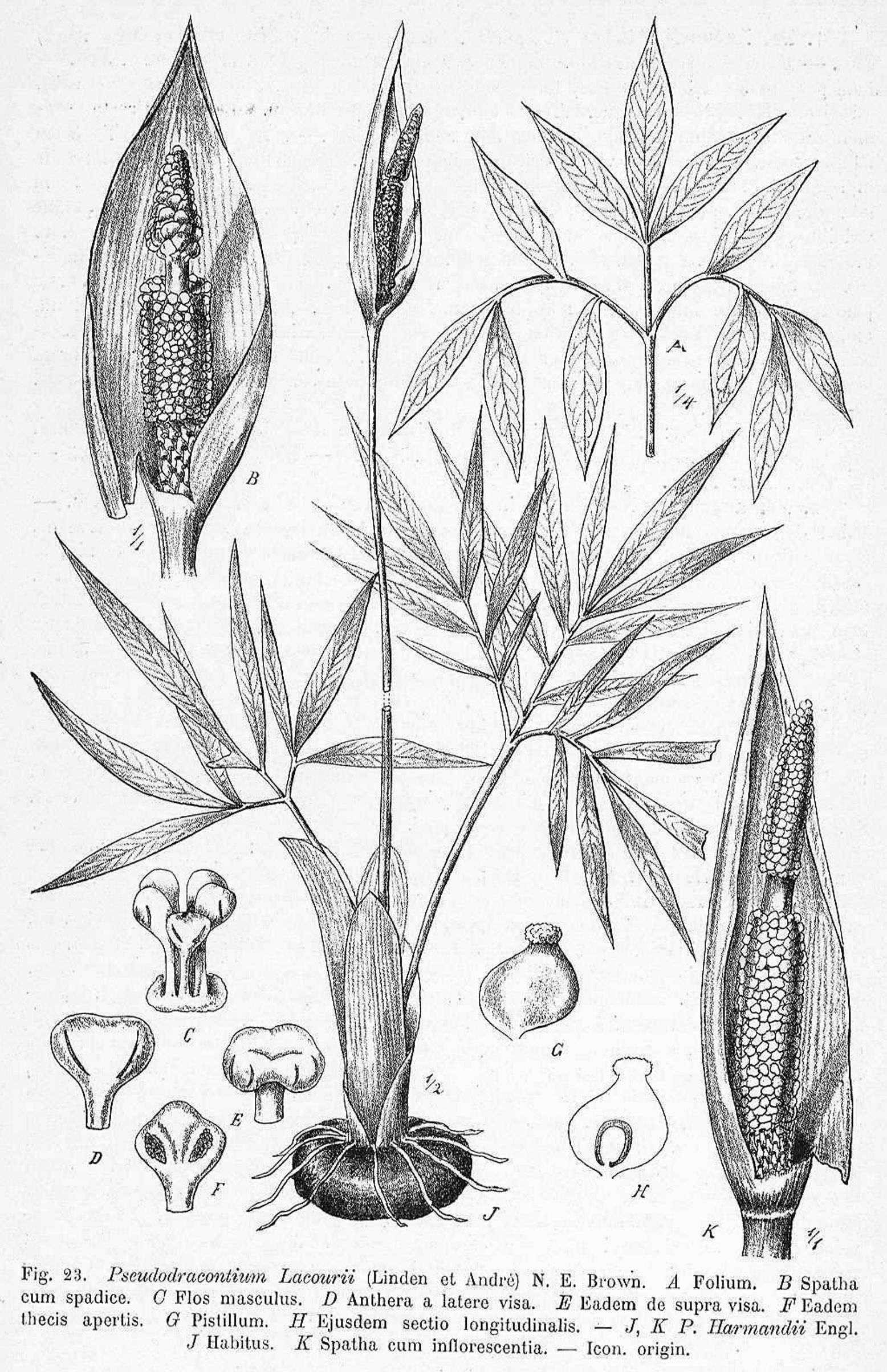